# Ogmodon vitianus
Genre
Espèce
Statut de conservation UICN

 EN B1ab(iii) : En danger
Ogmodon vitianus, unique représentant du genre Ogmodon, est une espèce de serpents de la famille des Elapidae.

## Répartition
Cette espèce est endémique de Viti Levu aux Fidji.

## Publications originales
- Peters, 1864 : Über neue Amphibien (Typhloscincus, Typhlops, Asthenodipsas, Ogmodon). Monatsberichte der Königlichen Preussischen Akademie der Wissenschaften zu Berlin, vol. 1864, p. 271-276 (texte intégral).